# 1992 год в литературе

## События
- В Норвегии учреждена литературная премия «Премия Браги».
- В России учреждена литературная премия «Русский Букер».

## Премии

### Международные
- Нобелевская премия по литературе — Дерек Уолкотт, «За яркое поэтическое творчество, исполненное историзма и являющееся результатом преданности культуре во всём её многообразии»[1].
- Премия Агаты — Маргарет Мэрон[англ.], роман «Bootlegger’s Daughter».
- Всемирная премия фэнтези за лучший роман — Роберт Маккаммон « Жизнь мальчишки» (англ. Boy's Life ).
- Всемирная премия фэнтези за лучшую повесть —  Роберт Холдсток и Гарри Килворт, «The Ragthorn».
- Всемирная премия фэнтези за лучший рассказ — Фрэд Чаппелл, «The Somewhere Doors».
- Нейштадтская литературная премия — Жуан Кабрал ди Мелу Нету[2].
- Премия «Хьюго» за лучшую повесть — Нэнси Кресс, «Испанские нищие» (англ. Beggars in Spain)[3].
- Премия «Хьюго» за лучший роман — Лоис Макмастер Буджолд, «Барраяр» (англ. Barrayar)[3].
- Премия «Хьюго» за лучший рассказ — Джеффри Лэндис, «Прогулка под солнцем» (англ. A Walk in the Sun)[3].

### Австрия
- Австрийская государственная премия по европейской литературе — Салман Рушди.
- Премия Эриха Фрида — Пауль Парин.

### Великобритания
- Букеровская премия:
  - Майкл Ондатже, «Английский пациент» (англ. The English Patient)[4];
  - Барии Ансуорт, роман «Священный голод» (англ. Sacred Hunger).
- Премия Сомерсета Моэма:
  -  Джефф Дайер, «Но красиво: книга о джазе» (англ. But beautiful : a book about jazz);
  -  Лоуренс Норфолк, «Словарь Ламприера» (англ. Lemprière's Dictionary);
  - Джерард Вудворд, «Домохозяин» (англ. Householder).

### Германия
- Премия Георга Бюхнера — Джордж Табори.
- Бременская литературная премия — Рор Вольф, «Nachrichten aus der bewohnten Welt».

### Израиль
- Премия Израиля — номинация арабская литература —  Эмиль Хабиби.

### Испания
- Премия Сервантеса — Дульсе Мария Лойнас.
- Премия принцессы Астурийской — Франсиско Ньева[5].

### Норвегия
- Премия Ибсена — Бьёрг Вик, «Møte i Venezia».
- Премия Браги:
  - за беллетристику Карстен Альнес, «Trollbyen».
  - за детскую литературу — Рагнар Хувланн, «Ein motorsykkel i natta».
  - за документальную прозу — Арне Форсгрен за рок-энциклопедию «Rockleksikon».
  - за поэзию — Пол-Хельге Хауген, сборник стихотворений «Sone 0»
  - за общую литературу — Ида Блум, «Cappelens kvinnehistorie».

### Россия
- Премия Русский Букер — Марк Харитонов, «Линия судьбы, или Сундучок Милашевича».
- Премия Андрея Белого — не вручалась.
- Литературная премия имени Александра Беляева — не вручалась.

### США
- Премия Эдгара Аллана По:
  - за лучший роман — Лоренс Блок, «Танец на бойне» (англ. A Dance at the Slaughterhouse)[6].
  - за лучший первый роман американского писателя — Питер Блонер, «Slow Motion Riot»[7].
- Пулитцеровская премия за художественную книгу — Джейн Смайли, «Тысяча акров» (англ. A Thousand Acres)[8].
- Пулитцеровская премия за лучшую драму — Роберт Шенккан, «Цикл Кентукки» (англ. The Kentucky Cycle)[9].
- Пулитцеровская премия за поэзию — Джеймс Тэйт, избранные стихотворения[10].

### Швеция
- Литературная премия Шведской академии — Тоур Вильхьяульмссон[11].

### Франция
- Гонкуровская премия — Патрик Шамуазо, «Тексако» (фр. Texaco)[12].
- Премия Ренодо — Франсуа Вейерган, «La Démence du boxeur».
- Премия Фемина — Анн-Мари Гара, «Аден» (фр. Aden).
- Премия Медичи — Мишель Рио, «Tlacuilo».
  - за лучшее зарубежное произведение — Луис Бегли, «Военная ложь» (англ. Wartime Lies).
  - за эссеистику — Люк Ферри, «Новый экологический порядок» (фр. Le Nouvel Ordre écologique).

## Книги

### Романы
- «Дамы и Господа» (англ. Lords and Ladies) — роман-фэнтези Терри Пратчетта.
- «История похитителя тел» (англ. The Tale of the Body Thief) — роман Энн Райс.
- «Карантин» (англ. Quarantine) — роман Грега Игана.
- «К югу от границы, на запад от солнца» — роман Харуки Мураками.
- «Лавина» (англ. Snow Crash) — роман Нила Стивенсона.
- «Мелкие боги» (англ. Small Gods) — роман-фэнтези Терри Пратчетта.
- «Московская сага» — роман Василия Аксёнова.
- «Потерянные души» (англ. Lost Souls) — роман Поппи Брайт.
- «Профессор Криминале» (англ. Doctor Criminale) — роман Малькольма Брэдбери.
- «Рыцари Сорока Островов» — роман Сергея Лукьяненко.
- «Сломанный бог» (англ. The Broken God) — роман Дэвида Зинделла.
- «Смилла и её чувство снега» (дат. Frøken Smillas fornemmelse for sne) — роман Петера Хёга.
- «Стечение обстоятельств» — роман Александры Марининой.

### Повести
- «Восьмой цвет радуги» — повесть Сергея Лукьяненко.
- «Предсказание» — повесть Эльдара Рязанова.

### Малая проза
- «Первый субботник» — сборник рассказов Владимира Сорокина.
- «Именем Земли» — рассказ Сергея Лукьяненко.

### Поэзия
- «Видеомы» — сборник стихов Андрея Вознесенского.
- «Теперь всегда снега: Стихи разных лет» — сборник стихов Геннадия Айги.

### Литературоведение
- «Казаки и Россия. Дорогами прошлого» — монография  Николая Селищева.

## Умерли
- 8 января — Зоя Ивановна Воскресенская, советская детская писательница (родилась в 1907).
- 6 апреля — Айзек Азимов, американский писатель-фантаст (родился в 1920).
- 23 июня — Кукебал Эрик, эстонский поэт и деятель искусства.
- 17 июля — Фёдор Самохин, советский прозаик, журналист, публицист, переводчик, член Союза писателей СССР (родился в 1918).
- 25 июня — Люк Эстан, французский писатель, поэт, журналист, эссеист (род. в 1911).
- 5 сентября — Фриц Лейбер, американский писатель-фантаст (родился в 1910).
- 18 ноября – Раду Тудоран, румынский писатель (род. 1910).
- 2 декабря — Герман Борисович Плисецкий, русский поэт, переводчик (родился в 1931).
- июнь – Берхану Денке, эфиопский писатель.
- август — Шамиль Раджеевич Акусба, абхазский советский писатель, поэт, переводчик (родился в 1912).